# Bílá čokoláda
Bílá čokoláda je čokoládová cukrovinka, světlé barvy, vyrobená z kakaového másla, cukru, sušeného mléka, lecitinu a často také vanilky nebo vanilinu. Bílá čokoláda na rozdíl od mléčné nebo hořké neobsahuje kakaovou sušinu.
Bílá čokoláda je pevná při pokojové teplotě (25 °C), jelikož bod tání kakaového másla, jediné složky vyrobené z kakaových bobů v bílé čokoládě, je 35 °C, proto se bílá čokoláda rychle rozpouští v ústech.

## Historie
V roce 1937 byla v Evropě uvedena první bílá čokoláda Galak švýcarskou společností Nestlé. Jiné společnosti vyvinuly vlastní receptury.
Přibližně od roku 1948 až do 90. let 20. století vyráběla společnost Nestlé bílo-čokoládovou tyčinku s kousky mandlí, Alpine White, pro trhy ve Spojených státech a Kanadě. Na počátku 90. let 20. století zahájila společnost Hershey's masovou výrobu bílých pusinek Hershey's Kisses.
Kromě toho jsou masově vyráběny klasické tabulkové čokolády, pralinky, ořechy v čokoládě a další.

## Složení
Bílá čokoláda na rozdíl od mléčné nebo hořké čokolády neobsahuje kakaovou sušinu, primární netukovou složku kakaové hmoty – čokoláda v syrové, neslazené formě. Během výroby se tmavě zbarvená sušina kakaových bobů odděluje od obsahu tuku, jako u mléčné čokolády a tmavé čokolády, ale na rozdíl od jiných forem čokolády se zpět nepřidává žádná kakaová hmota. Kakaové máslo je tak jedinou kakaovou složkou bílé čokolády. Bílá čokoláda obsahuje pouze stopová množství stimulantů theobrominu a kofeinu, které jsou přítomny v kakaové hmotě, ale ne v másle. Do cukrovinek z bílé čokolády lze také jako do ostatních druhů přidávat příchutě, nejčastěji vanilkovou příchuť – vanilku nebo vanilin. 
Kromě těchto ingrediencí se během výroby do čokolády přidává cukr, pro sladkost, lecitin, aby čokoláda získala svou konzistenci a lépe zvládala teplotní rozdíly, sušené mléko a někdy také živočišné tuky.

## Vyhlášky

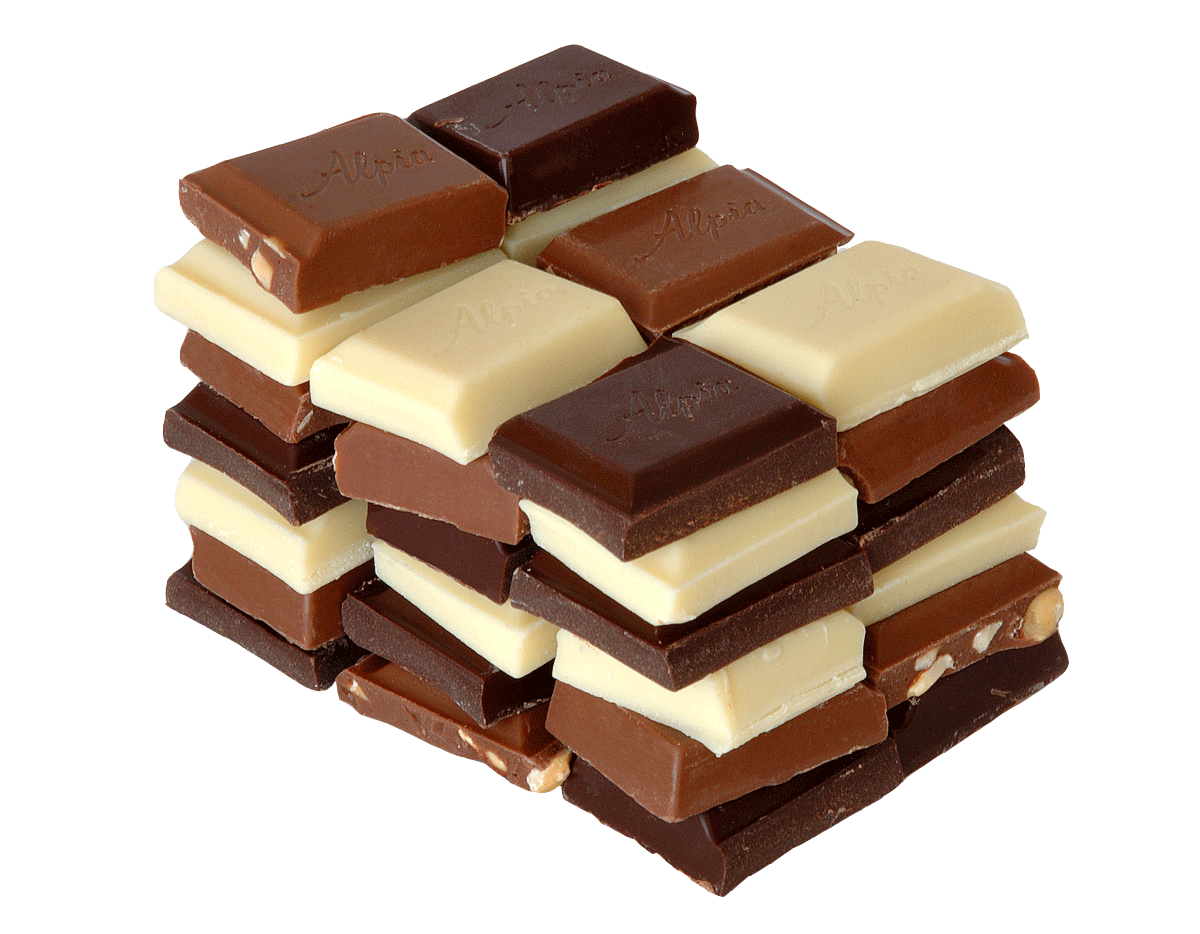
Rozdíl mezi hořkou (tmavě hnědá), mléčnou (světle hnědá) a bílou čokoládou.

### Evropská unie
Od roku 2000 musí v Evropské unii bílá čokoláda obsahovat alespoň 20 % kakaového másla, 14 % celkové mléčné sušiny a 3,5 % mléčného tuku.
V květnu 2021 schválil Evropský úřad pro bezpečnost potravin zákaz potravinářského barviva E171 (oxid titaničitý), který se používá jako bělidlo v některých výrobcích z bílé čokolády.

### USA
Od roku 2004 ve Spojených státech Code of Federal Regulations (CFR) definoval, že bílá čokoláda by měla obsahovat „ne méně než 20 % kakaového tuku, 3,5 % mléčného tuku a nejméně 14 % celkové mléčné sušiny a ne více než 55 % sacharidového sladidla.“ Přijatelné doplňky při výrobě bílé čokolády ve Spojených státech zahrnují kondenzované mléko, odstředěné mléko nebo podmáslí. Výrobky z bílé čokolády zároveň nesmí obsahovat umělá barviva.